# Usa (Ōita)
Pour les articles homonymes, voir USA (homonymie).
Usa (宇佐市, Usa-shi) est une municipalité ayant le statut de ville dans la préfecture d'Ōita, au Japon.

## Géographie

### Situation
La ville d'Usa est située au nord-ouest de la préfecture d'Ōita, au bord de la mer intérieure de Seto.

### Municipalités limitrophes
| Nakatsu | mer intérieure de Seto | Bungotakada |
| Nakatsu | Usa                    | Kitsuki     |
| Kusu    | Yufu                   | Beppu, Hiji |

### Démographie
En juin 2023, la population d'Usa s'élevait à 53 041 habitants répartis sur une superficie de 439,05 km2.

### Climat
La ville a un climat subtropical humide avec des étés chauds et des hivers frais. Les précipitations sont importantes tout au long de l'année, mais sont un peu plus faibles en hiver. La température moyenne annuelle est de 14,9 °C. La pluviométrie annuelle moyenne est de 1 729,1 mm, juillet étant le mois le plus humide.

## Histoire
Usa a obtenu le statut de ville le 1er avril 1967.

## Culture locale et patrimoine
- Usa Hachiman-gū
- Musée d'histoire de la préfecture d'Ōita

## Transports
Usa est desservie par la ligne principale Nippō de la JR Kyushu. La gare d'Usa est la principale gare de la ville.